# Aulo Gabínio
Aulo Gabínio (m. 47 a.C.; em latim: Aulus Gabinius) foi um político da gente Gabínia da República Romana eleito cônsul em 58 a.C. com Lúcio Calpúrnio Pisão Cesonino. Foi um dos mais importantes políticos do período imediatamente anterior à guerra civil entre César e Pompeu.

## Primeiros anos

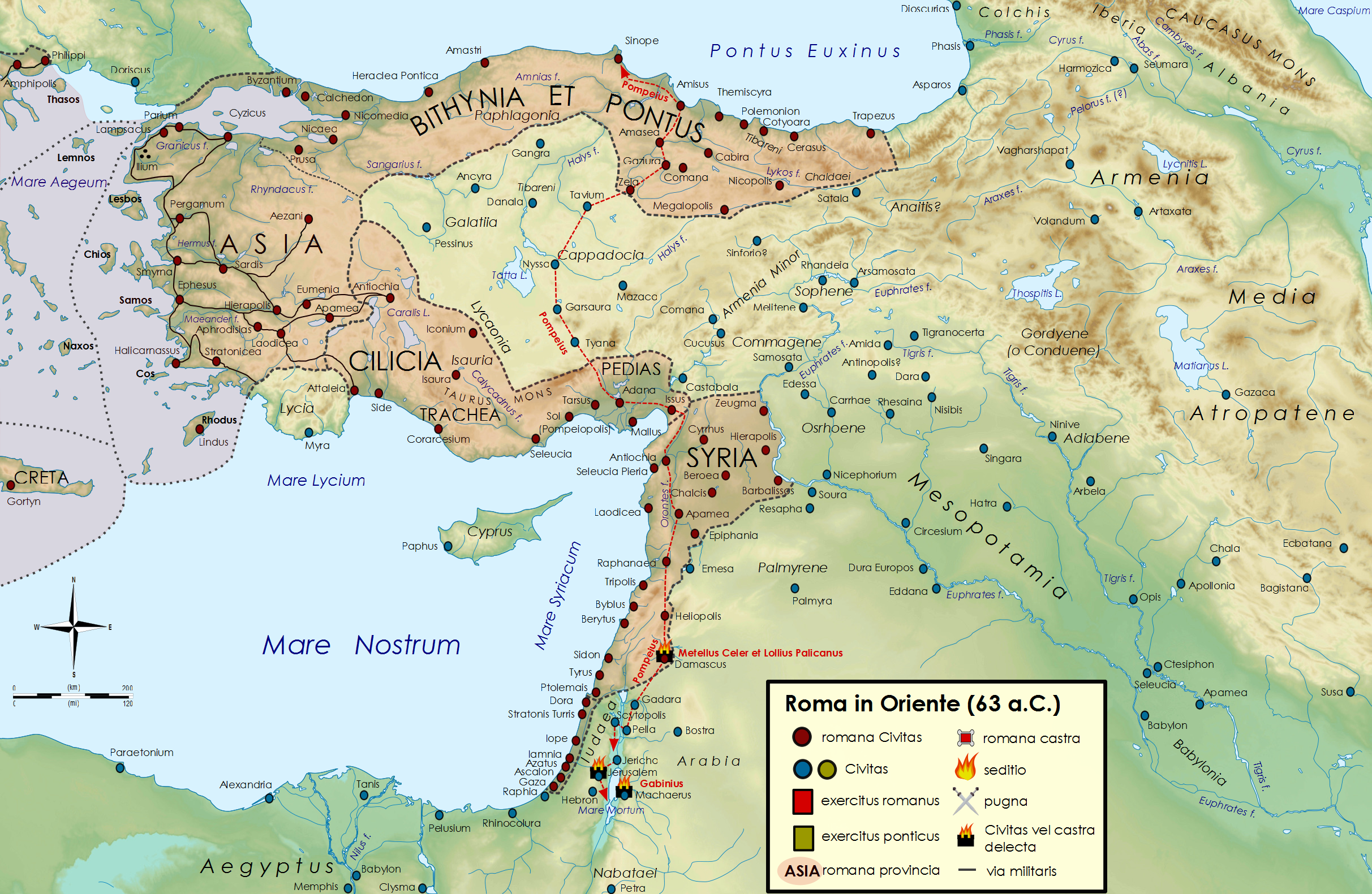
Mapa mostrando as campanhas de Pompeu e Gabínio no oriente em 63 a.C., durante a Terceira Guerra Mitridática.

De filiação incerta, Gabínio passou sua juventude dedicado aos prazeres, aos jogos de dados, ao vinho e às mulheres. Tinha os cabelos encaracolados, que alisava com cremes, e usava blush no rosto. Apreciava também a dança, a música e o canto. Cícero, em suas obras, critica-o fortemente. Segundo ele, Gabínio estava sempre rodeado por pessoas como ele, de vida dissoluta, o que dilapidou a sua fortuna.
É possível que ele tenha sido o Gabínio que serviu como tribuno militar durante a Primeira Guerra Mitridática sob o comando do procônsul Lúcio Cornélio Sula entre 87 e 84 a.C.
Seu nome está atualmente ligado, de forma indissociável, à Lex Gabinia, com a qual, como tribuno da plebe em 67 a.C., conseguiu que o Senado concedesse a Pompeu poderes os mais amplos possíveis para conduzir a guerra contra os piratas que infestavam o mar Mediterrâneo e atacavam toda a costa.
O decreto provocou fortíssimos protestos e tensões por que concentrariam nas mãos de uma única pessoa um enorme poder: a máxima liberdade operacional, uma marinha com mais de 500 navios, 5 000 cavaleiros e um total de vinte legiões. O tribuno Lúcio Trebélio tentou deter a votação interpondo seu veto, mas Gabínio contra-atacou propondo que ele deveria ser privado de seu tribunato. Foi apenas quando dezessete das trinta e cinco tribos votaram contra a sua continuidade no cargo que Trebélio retirou seu veto.
A lei finalmente foi aprovada graças ao apoio político de Júlio César e Cícero que, apesar de consciente de sua ilegalidade, considerava-a necessária. No ano seguinte, Gabínio foi escolhido para servir como legado de Pompeu, que, depois de haver vencido em apenas três meses a resistência dos piratas, atacou, com mandato que lhe fora conferido pela Lex Manilia (outra lei no estilo da Lex Gabinia), o rei Mitrídates VI do Reino do Ponto na província da Ásia. Participou então da fase final da Terceira Guerra Mitridática, como legado de Pompeu, em terras além do Tigre e do Eufrates.

## Tribuno da plebe
O Senado, ressentido, atrasou sua nomeação como legado de Pompeu e Gabínio, portanto, não o acompanhou até a Ásia. Mais tarde, Gabínio construiu uma mansão perto da mansão de Lúculo, em Túsculo, que superou em muito a magnificência desta.

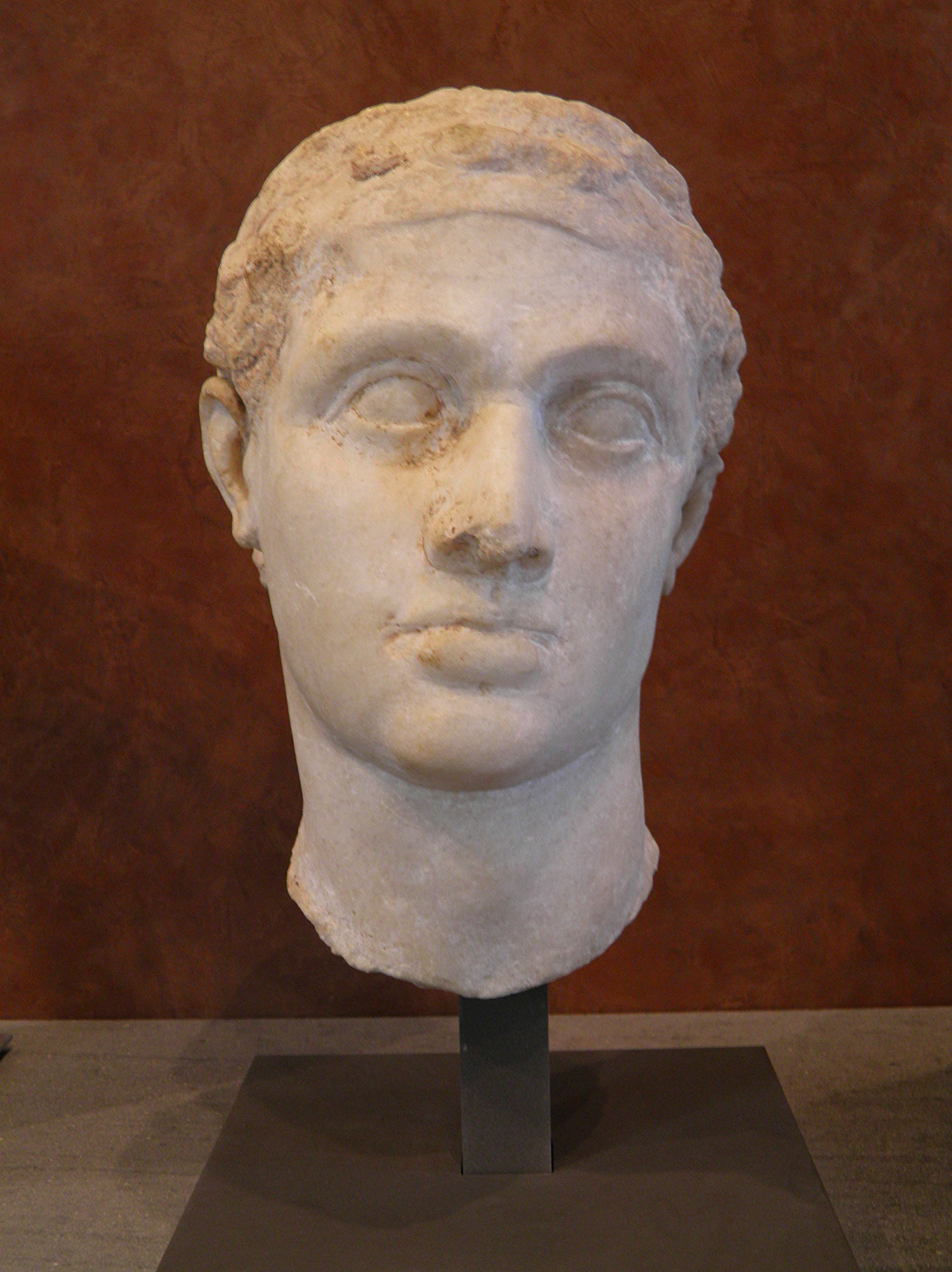
Ptolemeu XII Auletes, faraó do Egito ptolemaico que pediu ajuda a Gabínio para recuperar seu trono, usurpado por sua filha, Berenice IV, e que levou à primeira invasão romana ao Egito.
Busto no Museu do Louvre, em Paris..

Gabínio, ainda durante seu tribunato, propôs uma lei que regulava o montante em dinheiro que os provinciais poderiam emprestar a Roma e declarou nulos todos os contratos que previam mais de doze por cento de juros, uma legislação que visava conter a usura. Outra lei sua foi a que obrigava o Senado a receber embaixadores estrangeiros entre o dia 1 de fevereiro e 1 de março, haja vista que a lei anterior (Lex Pupia), o Senado não podia se reunir em dias de comícios.

## Consulado (58 a.C.)
Em 61 a.C., Gabínio foi nomeado pretor e organizou magníficos jogos. No intervalo entre o tribunado e o pretorado, é possível que Gabínio estivesse no oriente seguindo Marco Emílio Escauro na Judeia, onde, durante o conflito dos Macabeus, recebeu um suborno de 300 talentos de Aristóbulo II.
Três anos depois, em 58 a.C., foi nomeado cônsul com Lúcio Calpúrnio Pisão Cesonino, favorecendo, durante seu mandato, os atos do tribuno Públio Clódio Pulcro, que travavam contra Cícero na época, que acabou exilado por ter condenado ilegalmente à morte os cidadãos romanos que haviam participado da Segunda Conspiração de Catilina (63 a.C.).
Através de um édito, os cônsules proibiram o Senado de demonstrar qualquer forma de luto pelo exílio e as terras da villa de Cícero em Túsculo foram incorporadas às de Gabínio. Quando Clódio se desentendeu com Pompeu, Gabínio permaneceu leal a seu patrono e acabou vítima da hostilidade de Clódio, que rompeu suas fasces, o símbolo de poder dos cônsules, e impôs uma lei ("Lex Sacrata") que dedicava as terras de Cícero em Túsculo aos deuses romanos.

## Proconsulado (57-55 a.C.)
Em 57 a.C., Gabínio conseguiu o governo da província da Síria como procônsul. Quando chegou lá, encontrou a Judeia em estado de agitação. A disputa entre os dois irmãos, João Hircano II e Aristóbulo, havia sido decidida em favor do primeiro. Pompeu havia dado a Hircano o cargo de sumo sacerdote e levado Aristóbulo como prisioneiro juntamente com suas duas filhas e seus dois filhos, Alexandre e Antígono, mas o primeiro, no caminho da Itália, escapou, voltou para a Judeia e derrubou Hircano.
Gabínio obrigou Alexandre a deixar o poder e restaurou Hircano II em Jerusalém. Em seguida, introduziu uma série de mudanças no governo da Judeia, dividindo a região em cinco distritos, cada um dos quais governado por um conselho supremo, e mandou reconstruir diversas cidades. Talvez por conta de algumas de suas vitórias na Judeia é que Gabínio enviou uma solicitação ao Senado para que fosse homenageado com uma supplicatio, mas o Senado, para mostrar sua hostilidade a ele e a seu patrono, Pompeu, recusou o pedido, uma afronta inédita até então.
Na Pártia, os dois filhos de Fraates III, Orodes e Mitrídates também disputavam o poder depois de terem assassinado o pai. Mitrídates comprou o apoio de Gabínio, que organizou uma expedição para intervir na disputa. Porém, depois de ter cruzado com seu exército o Eufrates, Gabínio abandonou seu objetivo original e partiu para uma campanha muito mais lucrativa. Ptolemeu XII Auletes do Egito havia sido expulso de seu reino e, do exílio, solicitou ao Senado ajuda para ser restaurado. Enquanto isto, os alexandrinos colocaram no trono egípcio Berenice IV, que casou-se com o rei selêucida Seleuco Cibiosates, que provavelmente já não detinha nenhum poder local real. Berenice se livrou de seu esposo antes de 56 a.C. e casou-se com Arquelau de Comana, que alegava ser um filho de Mitrídates VI do Ponto, e que havia se juntado ao exército romano com o objetivo de acompanhar Gabínio na campanha contra os partos. Gabínio se opôs aos planos do ambicioso Arquelau, que, apesar de tudo, conseguiu escapar do exército romano, chegou em Alexandria, casou-se com Berenice e foi declarado rei. Dião Cássio acredita que Gabínio o ajudou nesta fuga.

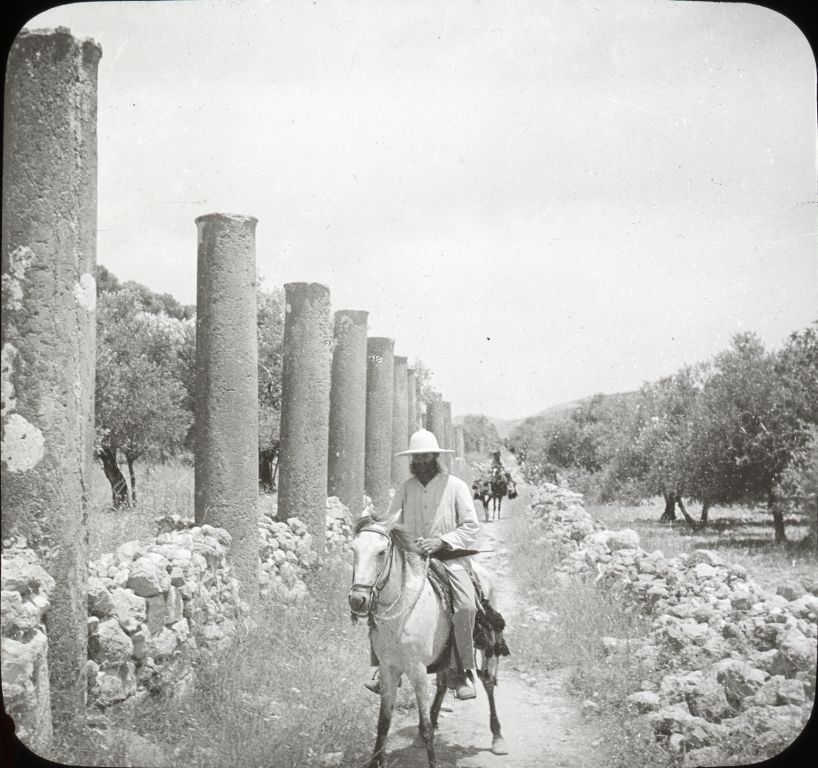
Colunas da antiga cidade de Samaria. Depois de um ano de cerco, a cidade foi tomada e completamente destruída por Hircano II. Pompeu a reconquistou e devolveu-a a seus antigos habitantes e a cidade foi reconstruída por Gabínio.

E esta era a situação no Egito quando Ptolemeu Auletes se encontrou, em 55 a.C., com Gabínio portando cartas de recomendação de Pompeu. Ele, por sua vez, se comprometeu a pagar a Gabínio uma grande soma em dinheiro (10 000 talentos) se fosse restaurado ao seu trono com a ajuda do procônsul. Gabínio aceitou a oferta de Ptolemeu e partiu para o Egito. Arquelau, rei durante seis meses, morreu em combate. O comandante da cavalaria de Gabínio, Marco Antônio (o futuro triúnviro) ocupou Pelúsio e o exército romano marchou sem obstáculos até Alexandria. Assim, Gabínio conseguiu restaurar Auletes no trono, que, não apenas condenou sua filha Berenice à morte, como também mandou executar os homens mais ricos de Alexandria, com cujos bens, confiscados, conseguiu satisfazer os compromissos que havia celebrado com Gabínio. Este, por sua vez, havia realizado esta campanha sem a autorização do Senado (que a havia proibido por decreto) e contra um oráculo sibilino, mas teve a ajuda financeira de Antípatro da Idumeia, que queria aliados para impor-se no trono da Judeia no lugar dos Macabeus.
Depois do regresso de Gabínio a Judeia, ele se re-econtrou com com Alexandre, o filho de Aristóbulo II, novamente em revolta armada, e, depois de derrotá-lo perto do monte Tabor, passou a governar a região seguindo os conselhos de Antípatro.
Durante a sua ausência, a Síria foi devastada por piratas. Ainda que com muitas dificuldades, Gabínio conseguiu re-estabelecer a ordem, mas seu prestígio foi duramente reduzido entre os romanos da província, especialmente entre os publicanos da ordem equestre, cujos benefícios se viram muito reduzidos pelas depredações que os piratas realizaram por toda a costa síria, deixada sem proteção alguma durante a campanha no Egito.

## Acusações e exílio
Gabínio foi chamado de volta a Roma em 55 a.C., mas permaneceu na Síria até a chegada de seu sucessor, Marco Licínio Crasso, em 54 a.C.. Em 28 de setembro, entrou na cidade à noite para evitar os insultos do povo depois de permanecer por algum tempo acampado do lado de fora à espera da concessão de um triunfo.
Demorou dez dias para se apresentar ao Senado e, quando o fez, foi preso pelos cônsules Lúcio Domício Enobarbo e Ápio Cláudio Pulcro para que respondesse às acusações dos publicanos. Recebeu três acusações formais. A primeira, entre 20 de setembro até 23 de outubro de 54 a.C. e conduzida por Lúcio Cornélio Lêntulo Cruscélio, foi de alta traição (Lex Cornelia de maiestate), por sair de sua província para realizar uma guerra desafiando o Senado e os Livros Sibilinos. Foi absolvido por 38 a 32 por que as palavras da sibila referiam-se a outra época e a outro rei. A segunda acusação foi de "Lex Iulia de Repetundis" por ter recebido suborno de Auletes, da qual foi declarado culpado e condenado ao exílio e ao confisco de seus bens; Cícero não conseguiu resistir à insistência de Pompeu e defendeu Gabínio, apesar de ninguém ter trabalhando com maior assiduidade que ele, desde sua volta do exílio, para manchar o prestígio do acusado. Um fragmento do discurso de Cícero em defesa de Gabínio foi conservado por Jerônimo, mas esta defesa fracassou, apesar do testemunho favorável dos delegados de Alexandria e de Pompeu, respaldado por uma carta do próprio César. Depois de seu exílio, Gabínio sofreu uma terceira acusação, de "ambitus" (suborno eleitoral), e seu acusador foram Públio Cornélio Sula e Caio Mêmio.

## Retorno e morte
Em 49 a.C., Gabínio retornou de seu exílio depois de ser convocado por Júlio César, mas não participou diretamente da guerra civil contra Pompeu. Depois da Batalha de Farsalos, foi enviado para a Ilíria com três novas legiões para reforçar Quinto Cornifício, o Jovem, que já comandava outras duas.
Por medo da frota dos pompeianos, Gabínio seguiu por terra e, em sua marcha, foi atacado pelos dálmatas. Conseguiu, não sem muita dificuldade, refugiar-se em Salona, a partir de onde conseguiu rechaçar os ataques lançados pelo comandante pompeiano Marco Otávio, mas, no final de 48 a.C. ou no início de 47 a.C., morreu de uma doença não identificada.